# صحنه پس از تیتراژ
صحنهٔ پس از تیتراژ (انگلیسی: post-credits scene)، صحنهٔ بعد از پایان‌بندی یا استینگر، همچنین صحنهٔ میان‌تیتراژ (به انگلیسی: mid-credits scene) کلیپ کوتاهی است که در پایان یا میانِ تیتراژ پایانی یک فیلم، نمایش تلویزیونی یا بازی ویدئویی نمایش داده می‌شود. این کار معمولاً برای پاداش‌دادن به مخاطب برای تماشای تیتراژ گنجانده شده‌است و ممکن است صحنه‌ای باشد که برای طنز نوشته شده یا دنباله‌ای از آن اثر را تنظیم می‌کند. منشأ اینگونه صحنه‌ها ممکن است در آنکور یافت شود؛ اجرای اضافه‌ای که در پاسخ به تشویق تماشاگران در پایان نمایش‌های روی صحنه انجام می‌شود. آنکور در اُپرا در قرن نوزدهم رایج بود، اما در دهه ۱۹۲۰ به دلیل افزایش تأکید بر داستان سرایی دراماتیک به جای اجرای آوازی مورد توجه قرار نگرفت.

## نمونه‌های فیلم معاصر
اولین فیلمی که دارای صحنهٔ پس از تیتراژ است خاموش‌کننده‌ها است که در مارس ۱۹۶۶ منتشر شد. استفاده از چنین صحنه‌هایی در دهه ۱۹۸۰ در پایان فیلم‌های کمدی محبوبیت پیدا کرد. در سال ۱۹۸۰، هواپیما! با یک تماس تلفنی به مسافر تاکسی رها شده که شخصیت اصلی نبود به پایان رسید. کاربرد پیشرفته در سال ۱۹۸۵ با شرلوک هلمز جوان و در اربابان جهان ادامه یافت. فیلم ماپت‌ها همچنین روند استفاده از چنین صحنه‌هایی را برای شکستن دیوار چهارم آغاز کرد. صحنه‌ها اغلب به‌عنوان شکلی از فراداستان مورد استفاده قرار می‌گرفتند و شخصیت‌هایی را در انتهای تیتراژ فیلم نشان می‌دادند گاهی مستقیماً به تماشاگر می‌گفتند که تئاتر را ترک کنند. فیلم‌هایی که از این تکنیک استفاده می‌کنند عبارتند از مرخصی فریس بولر (که در آن شخصیت عنوان اغلب دیوار چهارم را در طول فیلم می‌شکند) و بازسازی موزیکال تهیه‌کنندگان که صحنهٔ پست پس از تیتراژ آن همچنین شامل یک حضور کوتاه از مل بروکس فیلمنامه‌نویس آن فیلم است. استینگرهایی که جنبه‌های فراداستانی نداشتند نیز در دهه ۱۹۸۰ به شهرت رسیدند، اگرچه هنوز عمدتاً برای فیلم‌های کمدی استفاده می‌شدند.
با ظهور فرنچایز چندرسانه‌ای از پیش برنامه‌ریزی‌شده، صحنه‌های پست کردیت برای آماده‌سازی مخاطب برای دنباله‌های بعدی اتخاذ شده‌است، که گاهی اوقات تا جایی پیش می‌رود که پایانی را شامل می‌شود که فیلم اصلی تا حد زیادی مستقل است. انتشار سینمایی بارگذاری مجدد ماتریکس با نمایش تریلر انقلاب‌های ماتریکس، استفاده از استینگرها را در ادامه به نمایش گذاشت.
مثال دیگر پایان فیلم ترسناک فراطبیعی آنابل: آفرینش (۲۰۱۷) است، که در آن یک کلیپ پس از تیتراژ، شخصیت والاک، راهبهٔ شیطان از احضار ۲ (۲۰۱۶) را در رومانی در سال ۱۹۵۲ نشان می‌دهد و سپس تیزر فیلم پیش‌درآمد راهبه (۲۰۱۸) نشان داده می‌شود.
یک استفاده غیرعادی از صحنه پست کردیت، برای انجام تعهدات قراردادی است. به منظور حفظ حق شهرت برای تولید فیلم هنرمند فاجعه، یک فیلم زندگی‌نامه‌ای از تامی وایزو، سازندگان فیلم موظف شدند که یک فیلم کوتاه از خود وایزو را درج کنند. این صحنه فیلمبرداری شد، اما به سکانس پس از تیتراژ فیلم منتقل شد.

### دنیای سینمایی مارول
دنیای سینمایی مارول از صحنه‌های پس از تیتراژ و میان‌تیتراژ (اغلب هر دو) استفاده زیادی کرده‌است که معمولاً به عنوان تیزر برای فیلم‌های آینده استودیو مارول عمل می‌کنند. برای مثال، صحنه پس از تیتراژ فیلم مرد آهنی ۲، مأمور فیل کولسن را نشان می‌دهد که یک چکش بزرگ را در پایین دهانه‌ای در یک صحرای نیومکزیکو پیدا می‌کند و به این ترتیب انتشار ثور در سال بعد را نشان می‌دهد. در حالی که سکانس پس از ساخت فیلم کاپیتان آمریکا: سرباز زمستان شخصیت‌های کوئیک سیلور و واندا ماکسیموف را معرفی می‌کند که به این فرنچایز در انتقام‌جویان: عصر اولتران می‌پیوندند. گاهی اوقات، این صحنه‌های میان تیتراژی و پس‌تیتراژی عمدتاً به عنوان عاملی گیج عمل می‌کنند، مانند صحنهٔ پست کردیت در فیلم انتقام‌جویان (۲۰۱۲) که تیم را در حال خوردن شاورما در یک رستوران متروک پس از نبرد اوج فیلم، یا مرد عنکبوتی: بازگشت به خانه، با کاپیتان آمریکا نشان می‌دهد که به تماشاگران صبر و حوصله آموزش می‌دهد.